# Heaven (sång av Depeche Mode)
"Heaven" är en låt av den brittiska gruppen Depeche Mode. Det är den första singeln från albumet Delta Machine och släpptes den 31 januari 2013.
Musikvideon regisserades av Timothy Saccenti och filmades i The Marigny Opera House, en före detta katolsk kyrka i New Orleans.

## Utgåvor och låtförteckning
- CD single and iTunes single

1. "Heaven" (Album Version) – 4:03
2. "All That's Mine" (Deluxe Album Version) – 3:23

- CD maxi single and iTunes EP

1. "Heaven" (Album Version) – 4:03
2. "Heaven" (Owlle Remix) – 4:48
3. "Heaven" (Steps to Heaven Rmx) – 6:07
4. "Heaven" (Blawan Remix) – 5:43
5. "Heaven" (Matthew Dear vs. Audion Vocal Mix) – 5:59

- Limited 12" single

A1. "Heaven" (Blawan Dub) – 7:14
A2. "Heaven" (Owlle Remix) – 4:48
B1. "Heaven" (Steps to Heaven Voxdub) – 6:11
B2. "Heaven" (Matthew Dear vs. Audion Instrumental Mix) – 6:10